# Klaus Scheelhaase (Politiker)
Klaus Scheelhaase (* 6. September 1919 in Breslau) ist ein ehemaliger deutscher Politiker (STATT Partei) aus Hamburg.

## Leben
Scheelhaase studierte Wirtschaftswissenschaften, Soziologie und Publizistik an der Universität Heidelberg. Er arbeitete als Werbereferent bei Unilever und als Berater der Deutschen Nestle AG. Später war er Geschäftsführer verschiedener Werbeagenturen sowie Marketing-Direktor und Prokurist der Bavaria-St.Pauli-Brauerei. Während der Zeit als Abgeordneter war er schon im Ruhestand, arbeitete aber noch als Dozent für Marketing an der Kommunikations-Akademie in Hamburg.

## Politik
1993 zog Scheelhaase mit der STATT Partei um den Gründer Markus Wegner in die Hamburgische Bürgerschaft ein. Die Partei konnte sich nur in der 15. Wahlperiode von 1993 bis 1997 im Parlament halten. Während dieser Zeit saß er für seine Fraktion im Bau- und Verkehrsausschuss, Umweltausschuss sowie im Stadtentwicklungsausschuss. Zudem war er Alterspräsident der Bürgerschaft.
Scheelhaase trat im Juni 1995 nach parteiinternen Querelen aus der Fraktion der STATT Partei aus, die dadurch ihren Fraktionsstatus verlor. Mit Scheelhaase hatte auch Markus Wegner die Reihen der Partei verlassen und die fünf verbliebenen Abgeordneten durften keine Fraktion stellen.
Zur Bürgerschaftswahl 1997 versuchte Scheelhaase mit der Vereinigung „Die jungen Alten“ eine Konkurrenz zu den „Grauen Panthern“ zu gründen. Die Wählervereinigung sollte die Interessen der älteren Menschen in der Hansestadt bündeln. Sie erhielt bei der Wahl aber nur 0,1 % der Wählerstimmen.